# Otinotus
Otinotus är ett släkte av insekter. Otinotus ingår i familjen hornstritar.

## Dottertaxa tillOtinotus, i alfabetisk ordning[1]
- Otinotus albescens
- Otinotus albomaculatus
- Otinotus albosignatus
- Otinotus ammon
- Otinotus atlas
- Otinotus aureus
- Otinotus badius
- Otinotus bantuantus
- Otinotus bovinus
- Otinotus brevicornis
- Otinotus campbelli
- Otinotus cavendus
- Otinotus curvidens
- Otinotus doddi
- Otinotus elongatus
- Otinotus expansus
- Otinotus griseus
- Otinotus halegiensis
- Otinotus indicatus
- Otinotus invarius
- Otinotus joveri
- Otinotus karenianus
- Otinotus midas
- Otinotus mimicus
- Otinotus modicus
- Otinotus murreensis
- Otinotus mysorensis
- Otinotus nigrorufus
- Otinotus obesus
- Otinotus obliquus
- Otinotus oneratus
- Otinotus pacificus
- Otinotus pallescens
- Otinotus pilosus
- Otinotus pindiensis
- Otinotus rufescens
- Otinotus semiclarus
- Otinotus shoanus
- Otinotus sindellus
- Otinotus spatulatus
- Otinotus transversus
- Otinotus tribulis